# Mekanisme (filosofi)
I filosofi er mekanisme en teori om at alle naturlige fænomener kan forklares med fysiske begrundelser. Den kan sættes i modsætning til vitalisme, som er en filosofisk teori om at vitale kræfter er aktive i levende organismer, sådan at liv ikke kan forklares udelukkende ved hjælp af mekanisme.
Den filosofiske mekanismes doktrin optræder i to forskellige varianter. De er begge metafysiske doktriner, men de er forskellige i vidde og ambition: den første er en global doktrin om natur, som er blevet mere eller mindre fuldstændigt afvist; den anden er en lokal doktrin om mennesker og deres sind, som er meget omdiskuteret. For klarhedens skyld defineres disse som henholdsvis universel mekanisme og menneskelig mekanisme.
| filosofi | Spire Denne filosofiartikel er en spire som bør udbygges. Du er velkommen til at hjælpe Wikipedia ved at udvide den. |